# Ернст I фон Шаумбург
Ернст I фон Шаумбург (на немски: Ernst I von Schauenburg; * 1430; † 22/23 юли 1471) от фамилията на графовете на Холщайн-Пинеберг и Шаумбург, е от 1458 г. до смъртта си 42-рият епископ на Хилдесхайм.

## Живот
Той е четвъртият син на граф Ото II фон Шауенбург (1400 – 1464) и съпругата му графиня Елизабет фон Хонщайн († 1468), дъщеря на граф Ернст II фон Хонщайн-Клетенберг († 1426) и Анна София фон Щолберг († 1436).
Ернст I първо е каноник в Хилдесхайм. През 1458 г. е избран за епископ и е одобрен следващата година.
Той се интересува от лов и войната. През 1469 г. Ернст I и градът Хилдесхайм сключват съюз за закрила с херцог Ото фон Люнебург.